# Corynephorus divaricatus
Corynephorus divaricatus là một loài thực vật có hoa trong họ Hòa thảo. Loài này được (Pourr.) Breistr. mô tả khoa học đầu tiên năm 1950.